# Antonio Moscatelli
Antonio Moscatelli (Pesaro, 17 ottobre 1905 – 12 agosto 1959) è stato un generale e aviatore italiano, che fu un pluridecorato pilota, e trasvolatore atlantico, della Regia Aeronautica. Durante la seconda guerra mondiale portò a termine il volo di collegamento tra Italia e Giappone (29 Giugno/20 Luglio 1942), e poi divenne dapprima comandante del 97º Gruppo Bombardamento a Tuffo e poi del 41º Stormo Intercettori. Nel dopoguerra entrò in servizio nella compagnia aerea LATI e poi, con l'incarico di rappresentante regionale in Brasile, nella Società Alitalia..

## Biografia
Nacque a Pesaro il 17 ottobre 1905, da una famiglia originaria della Romagna. Nel 1923 conseguì il diploma di Capitano di lungo corso presso l'Istituto Tecnico Nautico di Genova-Camogli. L'anno successivo iniziò a frequentare la Regia Accademia Aeronautica, Corso Borea, allora ospitata presso i locali della Regia Accademia Navale di Livorno.
Entrato nella Regia Aeronautica nel 1928 con il grado di sottotenente, frequentò la Scuola di volo situata presso l'aeroporto di Ghedi, venendo assegnato l'anno successivo alla 72ª Squadriglia del 6º Gruppo del 1º Stormo Caccia Terrestre. Nel 1933 transitò alla 81ª Squadriglia, partecipando a numerose manifestazioni aeree in giro per l'Europa, esibendosi in acrobazie aeree.
Nel corso del 1934 fu trasferito al 9º Gruppo del 4º Stormo Caccia Terrestre, di base sull'aeroporto di Gorizia, al comando del colonnello Amedeo di Savoia Duca d'Aosta.  Nel 1936 passò in forza al 12º Stormo da Bombardamento Veloce basato sull'aeroporto di Montecelio, in seno al quale, con la qualifica di pilota collaudatore, effettuò il passaggio su tutti i tipi di velivoli in forza alle varie specialità. Con questo reparto partecipò ad un ciclo di operazioni belliche durante la guerra civile spagnola, venendo decorato con una Medaglia d'argento al valor militare.
Tra il 20 e il 21 agosto 1937, ai comandi di un trimotore S.79CS, prese parte alla corsa Istres-Damasco-Parigi che fu vinta dai velivoli della sua squadriglia, i leggendari Sorci Verdi. Volando a bordo dell'esemplare I-TOMO si classificò al sesto posto, venendo decorato con la Medaglia d'argento al valore aeronautico. 
Il 24 gennaio 1938  tre velivoli S.79 nella versione T (Transatlantici), decollarono da Montecelio, e dopo uno scalo a Dakar raggiunsero Rio de Janeiro, in Brasile, il 25 sera.  Si trattava degli esemplari I-BISE (Attilio Biseo-Amedeo Paradisi), I-BRUN (Bruno Mussolini-Renato Mancinelli), I-MONI (Antonio Moscatelli-Gori Castellani), che al termine del viaggio  furono ceduti all'aviazione brasiliana.
Rimase nel paese latino-americano per un breve periodo in qualità di istruttore della Força Aérea Brasileira, ed al suo rientro in Patria passò alla neocostituita compagnia aerea LATI in qualità di Comandante Superiore. Effettuò i primi voli di collegamento tra Italia e Brasile, con scalo all'isola del Sale, ma con l'entrata in guerra dell'Italia, il 10 giugno 1940, rientrò in servizio presso la Regia Aeronautica passando in forza al 3º Stormo Caccia Terrestre. Qualche tempo dopo chiese, ed ottenne, di effettuare il corso di pilotaggio dei nuovi cacciabombardieri Junkers Ju 87 Stuka allora in fase di consegna. Durante la campagna di Grecia, l'8 dicembre 1940 assunse il comando del 97º Gruppo Bombardamento a Tuffo alla cui testa prese parte a numerose missioni belliche.
Recatosi successivamente Germania partecipò ad un corso addestrativo sull'utilizzo dei radar tedeschi, designati (R.A.R.I.), in vista della costituzione del "Comando Intercettori Leone", il cui promotore e comandante fu il generale di brigata aerea Attilio Biseo.  In seno a tale comando assunse poi l'incarico di comandante del 41º Stormo Intercettori mantenendolo fino al marzo del 1943, quando fu sostituito dal tenente colonnello Mario Bonzano.
Nel corso dei primi mesi del 1942 fu assegnato ad un progetto speciale, il volo di collegamento tra l'Italia e il Giappone allora in fase di progettazione. 
Il 29 giugno 1942 a bordo di un trimotore da trasporto Savoia-Marchetti S.M.75 RT decollò dall'Aeroporto di Guidonia raggiungendo il previsto scalo di Saporoshje o Zaporiggia (Ucraina), in territorio occupato dalle truppe tedesche, dove il reparto aeronautico assegnato al CSIR aveva concentrato una notevole quantità di benzina avio.
Decollato da Saporoshje l'aereo raggiunse il campo d'aviazione di Paw Tan Chen in territorio cinese occupato dalle truppe nipponiche dove, una volta imbarcato un pilota giapponese, ridecollò per raggiungere Tokio. Il 16 luglio l'aereo ripartì per il volo di rientro seguendo la stessa rotta del volo di andata, ed atterrando il giorno 20 a Guidonia, ricevuto dalle massime autorità italiane. Per questa impresa fu promosso al grado di colonnello per meriti di guerra. All'atto dell'armistizio dell'8 settembre 1943 rimase fedele agli ordini emanati dal governo legittimo e si trasferì nell'Italia del sud. Dopo la fine della guerra prestò servizio dapprima nella 3ª, e poi nella 2ª Zona Aerea Territoriale (Z.A.T.) fino alla data del 5 maggio 1948 quando fu posto in posizione ausiliaria dietro sua richiesta. 
Nel corso del 1949 entrò servizio nella compagnia aerea LATI, assumendo poi l'incarico di rappresentante regionale della Società Alitalia a San Paolo del Brasile. Nel 1954 rientrò in Italia stabilendosi, con la famiglia, a Tarcento. Colpito da un male incurabile fu ricoverato in ospedale dove ricevette la notizia della sua promozione al grado di generale di brigata aerea. Si spense il 12 agosto 1959.
La sezione di Tarcento dell'Associazione Arma Aeronautica porta il suo nome.

### Annotazioni
1. ↑  Ricoprì anche l'incarico di comandante di entrambe le squadriglie (della 72ª tra il gennaio e il luglio 1929), e prese parte alla Crociera dell'Europa orientale (settembre-ottobre 1930).
2. ↑  Equipaggio formato da Angelo Tondi e Antonio Moscatelli.
3. ↑  Circa 9.800 km. La T stava per Transatlantici.
4. ↑  Si trattava del primo reparto assegnato alle dirette dipendenze del suddetto Comando Intercettori.
5. ↑  L'equipaggio era formato dal tenente colonnello Antonio Moscatelli, dai capitani pilota Mario Curto e Publio Magini, dal sottotenente radio-aerologista Ernesto Mazzotti, e dal maresciallo motorista Ernesto Leone.

### Fonti
1. ↑  Trotta 1978, p. 97.
2. 1 2  Ufficio Storico dell'Aeronautica Militare 1977, p. 31.
3. ↑  Ufficio Storico dell'Aeronautica Militare 1977, p. 32.
4. ↑  Brotzu, Caso, Cosolo 1972, p. 50.
5. ↑  Brotzu, Caso, Cosolo 1972, p. 51.
6. 1 2  Brotzu, Caso, Cosolo 1972, p. 52.
7. ↑  di Giovanni 2004, p. 219.
8. ↑  Brotzu, Caso, Cosolo 1972, p. 53.
9. ↑  Brotzu, Caso, Cosolo 1973, p. 40.
10. ↑  Ufficio Storico dell'Aeronautica Militare 1977, p. 139.
11. ↑  Ufficio Storico dell'Aeronautica Militare 1977, p. 141.
12. ↑  Brotzu, Cosolo 1975, p. 71.
13. 1 2 3 4  Brotzu, Cosolo 1975, p. 72.
14. 1 2  Brotzu, Cosolo 1975, p. 73.
15. ↑  Brotzu, Cosolo 1976, p. 100.
16. ↑  Bollettino Ufficiale 1938, disp.6, pag.106.